# Alteinnahmensicherung
Von Alteinnahmensicherung spricht man, wenn bei der Gründung von Verkehrsverbünden einem Verkehrsunternehmen zugesichert wird, dass die mit der Gründung einhergehenden Harmonisierungs- und Durchtarifierungsverluste gegenüber den Alteinnahmen ausgeglichen werden. Seither werden diese Reglungen teilweise fortgeschrieben und sind häufig von zentraler Bedeutung für den ÖSPV.